# Grupo Internacionalismo
Internacionalismo es un grupo comunista de izquierda de Venezuela, fundador y actualmente miembro de la Corriente Comunista Internacional.
El partido fue fundado en 1964 en torno a Marc Chirik, miembro de los comunistas de izquierda de Francia hasta la disolución de esta última en 1952. Se publicaron diez números de la revista Internacionalismo entre 1964 y 1968. El grupo participó en la conferencia de fundación de la Corriente Comunista Internacional (CPI) en 1975, y es hoy la sección de la CPI en Venezuela donde aún publica la revista del mismo nombre.
Internacionalismo se ha posicionado en contra de Hugo Chávez.